# Luis Gabino Rosales
{}}
Luis Gabino Rosales  1952 ( La Grita - Táchira ), Nativo de la Grita, Táchira. Hijo adoptivo en San Juan de Colón, donde se hizo ciclista y participó en competencias internacionales, nacionales y regionales durante un período de ocho años. venezolano.
Estuvo entre los 10 primeros de la Clasificación General Final de la Vuelta al Táchira, compitió en la Vuelta a Colombia y otras competiciones nacionales. Subcampeón y campeón de clásico trabajadores Caracas - Valencia, Valencia -Barquisimeto.

## Palmarés
1970
- 4.º en 4.ª etapa Vuelta al Táchira, Barinas  Venezuela

1971
- 2.º en 1.ª etapa Vuelta al Táchira, San Cristóbal  Venezuela
- 2.º en 4.ª etapa Vuelta al Táchira, Guanare  Venezuela
- 2.º en 8.ª etapa Vuelta al Táchira, La Grita  Venezuela
- 2.º en 11.ª etapa Vuelta al Táchira, San Cristóbal  Venezuela
- 3.º en clasificación general final Vuelta al Táchira  Venezuela

1973
- 1.º en 5.ª etapa Vuelta al Táchira, Valera  Venezuela
- 3.º en 7.ª etapa Vuelta al Táchira, Tovar  Venezuela
- 3.º en 9.ª etapa Vuelta al Táchira, Rubio  Venezuela
- 6.º en clasificación general final Vuelta al Táchira  Venezuela

1974
- 2.º en 6.ª etapa Vuelta al Táchira, Mérida  Venezuela

## Equipos
- 1966  club de ciclismo de San Juan de Colon
- 1971  Lotería del Táchira
- 1976  Club Martell